# Pinus remota
Pinus remota (Little) D.K.Bailey & Hawksw. – gatunek drzewa iglastego z rodziny sosnowatych (Pinaceae). Występuje w Meksyku (Chihuahua, Coahuila, Nuevo León) i USA (Teksas: na Płaskowyżu Edwardsa i na zachodzie stanu wzdłuż Rio Grande).

## Biologia i ekologia
Drzewo wiatropylne. Jedna wiązka przewodząca w liściu.
Występuje na izolowanych górskich stanowiskach. W Teksasie spotykany od wysokości 450 m n.p.m. (Edwards Plateau), w Meksyku na wysokościach 1200–1850 m. Na suchych i chłodnych stanowiskach zazwyczaj towarzyszy jej Juniperus monosperma lub Juniperus ashei, gatunki z rodzaju dąb (Quercus) i Cercocarpus, sporadycznie Pinus cembroides lub Pinus arizonica var. stormiae. 

## Systematyka i zmienność
Początkowo P. remota został opisany jako odmiana P. cembroides przez amerykańskiego botanika Elberta L. Little, który zauważył, że łupiny nasienne niektórych sosen w Teksasie były bardzo cienkie w porównaniu do innych. Zidentyfikowanie kolejnych różnic uzasadniło podniesienie tego taksonu do rangi gatunku, ujawniając jego większe podobieństwo do P. edulis.
Pozycja gatunku w obrębie rodzaju Pinus:
- podrodzaj Strobus
  - sekcja Parrya
    - podsekcja Cembroides
      - gatunek P. remota

## Zagrożenia
Międzynarodowa organizacja IUCN przyznała temu gatunkowi kategorię zagrożenia LC (least concern), czyli jest gatunkiem o niskim ryzyku wymarcia.